# Charlie Puth/Auszeichnungen für Musikverkäufe

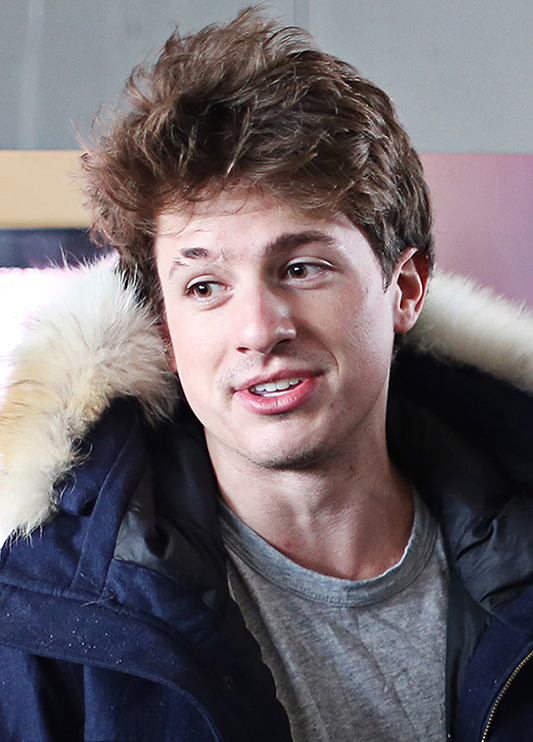
Charlie Puth (2017)

Dies ist eine Übersicht über die Auszeichnungen für Musikverkäufe des US-amerikanischen Sängers Charlie Puth. Die Auszeichnungen finden sich nach ihrer Art (Gold, Platin usw.), nach Staaten getrennt in chronologischer Reihenfolge, geordnet sowie nach den Tonträgern selbst, ebenfalls in chronologischer Reihenfolge, getrennt nach Medium (Alben, Singles usw.), wieder.

## Auszeichnungen
| - Vereinigtes Königreich - 2019: für die Single Done For Me - 2019: für die Autorenbeteiligung Slow Motion (Trey Songz) - 2020: für die Autorenbeteiligung Easier (5 Seconds of Summer) - 2020: für das Album Voicenotes - 2024: für die Single Dangerously - 2024: für die Single Left and Right - 2024: für die Autorenbeteiligung Harleys in Hawaii (Katy Perry) - Australien - 2018: für die Autorenbeteiligung Bedroom Floor (Liam Payne) - 2018: für die Autorenbeteiligung So Good (Zara Larsson) - 2019: für die Single Done For Me - 2020: für die Autorenbeteiligung Small Talk (Katy Perry) - 2020: für die Single The Way I Am - Belgien - 2016: für die Single Marvin Gaye - 2016: für die Single One Call Away - 2018: für die Single How Long - Brasilien - 2019: für die Single The Way I Am - 2024: für die Single Angel Pt. II - 2024: für die Autorenbeteiligung Bedroom Floor (Liam Payne) - Dänemark - 2020: für die Autorenbeteiligung Easier (5 Seconds of Summer) - 2021: für die Autorenbeteiligung Slow Motion (Trey Songz) - 2022: für die Single Light Switch - Deutschland - 2018: für die Single One Call Away - 2018: für die Single We Don’t Talk Anymore - 2018: für die Single How Long - Finnland - 2020: für die Single Easier - Frankreich - 2015: für die Single See You Again - 2024: für das Album Voicenotes - 2024: für die Single Light Switch - 2025: für die Autorenbeteiligung Harleys in Hawaii (Katy Perry) - Italien - 2018: für die Single Done For Me - 2020: für das Album Nine Track Mind - 2024: für die Single Left and Right - Japan - 2023: für das Streaming We Don’t Talk Anymore - 2023: für das Streaming I Don’t Think That I Like Her - 2023: für das Streaming One Call Away - 2023: für das Streaming Left and Right - 2025: für das Streaming How Long - 2025: für das Streaming Attention - Kanada - 2018: für die Single Done For Me - 2018: für die Autorenbeteiligung Bedroom Floor (Liam Payne) - 2018: für die Single Sober - 2019: für die Autorenbeteiligung So Good (Zara Larsson) - 2020: für die Single Summer Feelings - Mexiko - 2018: für das Album Voicenotes - 2020: für die Autorenbeteiligung Harleys in Hawaii (Katy Perry) - Neuseeland - 2019: für die Autorenbeteiligung Easier (5 Seconds of Summer) - 2020: für die Single Done For Me - Niederlande - 2016: für das Album Nine Track Mind - Norwegen - 2021: für die Autorenbeteiligung Small Talk (Katy Perry) - 2021: für die Autorenbeteiligung Harleys in Hawaii (Katy Perry) - 2023: für die Single How Long - 2023: für die Single Light Switch - 2023: für die Autorenbeteiligung So Good (Zara Larsson) - Österreich - 2016: für die Single Marvin Gaye - 2017: für die Single Attention - 2022: für die Single Light Switch - Polen - 2019: für das Album Voicenotes - 2021: für die Single Done For Me - 2022: für die Single Light Switch - Portugal - 2020: für die Single Easier - 2022: für die Single Light Switch - 2022: für die Single Marvin Gaye - Schweden - 2016: für das Album Nine Track Mind - Schweiz - 2016: für die Single One Call Away - 2016: für die Single We Don’t Talk Anymore - Spanien - 2024: für die Single One Call Away - 2024: für die Single Left and Right - 2025: für die Single Light Switch - Vereinigte Staaten - 2019: für die Single Sober - 2022: für die Single Left and Right - 2022: für die Single Dangerously - 2023: für die Single Summer Feelings - 2023: für die Autorenbeteiligung Harleys in Hawaii (Katy Perry) - Vereinigtes Königreich - 2020: für die Single Oops - 2020: für die Autorenbeteiligung Trouble (Offaiah) - 2024: für die Single Light Switch - 2024: für die Autorenbeteiligung Bedroom Floor (Liam Payne) - 2025: für die Single I Hope (Remix) | - Australien - 2022: für die Single Light Switch - 2023: für die Autorenbeteiligung Harleys in Hawaii (Katy Perry) - Belgien - 2017: für die Single We Don’t Talk Anymore - 2017: für die Single Attention - Brasilien - 2019: für das Album Voicenotes - 2019: für die Single Done For Me - 2024: für die Autorenbeteiligung Small Talk (Katy Perry) - Dänemark - 2016: für die Single Marvin Gaye - 2023: für die Single How Long - Deutschland - 2023: für die Single Marvin Gaye - Frankreich - 2016: für das Album Nine Track Mind - 2020: für die Single How Long - Irland - 2015: für die Single See You Again - Italien - 2016: für die Single One Call Away - 2018: für die Single How Long - Japan - 2015: für die Single See You Again (Digital) - 2022: für das Streaming See You Again - Kanada - 2022: für die Single Left and Right - 2023: für das Album Voicenotes - 2023: für die Single The Way I Am - 2024: für die Autorenbeteiligung Harleys in Hawaii (Katy Perry) - Mexiko - 2015: für die Single See You Again - 2018: für die Single Done For Me - Neuseeland - 2019: für das Album Voicenotes - 2023: für die Single Dangerously - Niederlande - 2015: für die Single See You Again - Norwegen - 2016: für die Single Marvin Gaye - Polen - 2016: für die Single One Call Away - 2019: für die Single How Long - 2021: für die Autorenbeteiligung Easier (5 Seconds of Summer) - 2023: für die Single Marvin Gaye - 2024: für die Autorenbeteiligung Harleys in Hawaii (Katy Perry) - Portugal - 2022: für die Single See You Again - 2022: für die Single How Long - 2022: für die Single One Call Away - Schweden - 2017: für die Autorenbeteiligung So Good (Zara Larsson) - Schweiz - 2016: für die Single Marvin Gaye - 2016: für die Single Attention - Spanien - 2015: für die Single Marvin Gaye - 2023: für die Single How Long - Südkorea - 2024: für das Streaming That’s Hilarious - 2025: für das Streaming I Don’t Think That I Like Her - Vereinigte Staaten - 2019: für die Single Done For Me - 2020: für die Autorenbeteiligung Easier (5 Seconds of Summer) - 2022: für die Single Light Switch - 2022: für das Album Voicenotes - 2023: für die Single The Way I Am - Vereinigtes Königreich - 2018: für die Single One Call Away - 2019: für die Single How Long - 2021: für das Album Nine Track Mind - Deutschland - 2019: für die Single Attention | - Australien - 2020: für die Autorenbeteiligung Easier (5 Seconds of Summer) - Belgien - 2016: für die Single See You Again - Brasilien - 2019: für die Single How Long - 2023: für die Autorenbeteiligung Easier (5 Seconds of Summer) - Dänemark - 2019: für die Single We Don’t Talk Anymore - 2021: für das Album Nine Track Mind - 2022: für die Single Attention - Kanada - 2022: für die Single Light Switch - Neuseeland - 2021: für die Single How Long - 2022: für die Single Marvin Gaye - 2023: für die Autorenbeteiligung Slow Motion (Trey Songz) - Niederlande - 2017: für die Single Attention - Norwegen - 2021: für die Single We Don’t Talk Anymore - 2023: für die Single One Call Away - Österreich - 2022: für die Single See You Again - Philippinen - 2016: für das Album Nine Track Mind - Portugal - 2020: für die Single We Don’t Talk Anymore - Schweden - 2016: für die Single Marvin Gaye - 2016: für die Single One Call Away - Schweiz - 2015: für die Single See You Again - Singapur - 2021: für das Album Voicenotes - Spanien - 2016: für die Single See You Again - Vereinigte Staaten - 2019: für das Album Nine Track Mind - Vereinigtes Königreich - 2020: für die Single Attention - 2023: für die Single Marvin Gaye - 2023: für die Single We Don’t Talk Anymore - Australien - 2022: für die Single How Long - Dänemark - 2016: für die Single See You Again - 2024: für die Single One Call Away - Italien - 2017: für die Single Marvin Gaye - Kanada - 2018: für die Single Marvin Gaye - 2023: für die Single How Long - Mexiko - 2018: für die Single Attention - Neuseeland - 2022: für das Album Nine Track Mind - Norwegen - 2023: für die Single Attention - Polen - 2024: für die Single We Don’t Talk Anymore - Portugal - 2020: für die Single Attention - Schweden - 2015: für die Single See You Again - Singapur - 2020: für das Album Nine Track Mind - Spanien - 2024: für die Single We Don’t Talk Anymore - 2025: für die Single Attention - Vereinigte Staaten - 2020: für die Autorenbeteiligung Slow Motion (Trey Songz) - 2023: für die Single How Long - Australien - 2022: für die Single Marvin Gaye - Italien - 2019: für die Single Attention - Kanada - 2018: für die Single We Don’t Talk Anymore - 2018: für die Single One Call Away - Neuseeland - 2023: für die Single Attention - 2024: für die Single One Call Away - 2024: für die Single We Don’t Talk Anymore - Polen - 2023: für die Single See You Again - Vereinigte Staaten - 2019: für die Single One Call Away - 2022: für die Single Marvin Gaye - Vereinigtes Königreich - 2023: für die Single See You Again - Australien - 2022: für die Single We Don’t Talk Anymore - Italien - 2017: für die Single See You Again - 2017: für die Single We Don’t Talk Anymore - Norwegen - 2015: für die Single See You Again - Vereinigte Staaten - 2022: für die Single We Don’t Talk Anymore - Australien - 2022: für die Single Attention - 2022: für die Single One Call Away - Neuseeland - 2023: für die Single See You Again - Vereinigte Staaten - 2023: für die Single Attention - Australien - 2018: für die Single See You Again - Kanada - 2023: für die Single Attention - Vereinigte Staaten - 2023: für die Single See You Again - Brasilien - 2024: für die Autorenbeteiligung Harleys in Hawaii (Katy Perry) - Deutschland - 2022: für die Single See You Again - Frankreich - 2017: für die Single Attention - 2020: für die Single We Don’t Talk Anymore - Kanada - 2022: für die Single See You Again - Polen - 2021: für die Single Attention - Brasilien - 2019: für die Single Attention |

## Auszeichnungen nach Alben

### Nine Track Mind
| Land/Region                  | Auszeichnungen für Musikverkäufe (Land/Region, Auszeichnung, Verkäufe) | Verkäufe  |
| ---------------------------- | ---------------------------------------------------------------------- | --------- |
| Dänemark (IFPI)              | 2× Platin                                                              | 40.000    |
| Frankreich (SNEP)            | Platin                                                                 | 100.000   |
| Italien (FIMI)               | Gold                                                                   | 25.000    |
| Neuseeland (RMNZ)            | 3× Platin                                                              | 45.000    |
| Niederlande (NVPI)           | Gold                                                                   | 20.000    |
| Philippinen (PARI)           | 2× Platin                                                              | 30.000    |
| Schweden (IFPI)              | Gold                                                                   | 20.000    |
| Singapur (RIAS)              | 3× Platin                                                              | 30.000    |
| Vereinigte Staaten (RIAA)    | 2× Platin                                                              | 2.000.000 |
| Vereinigtes Königreich (BPI) | Platin                                                                 | 300.000   |
| Insgesamt                    | 3× Gold · 14× Platin ·                                                 | 2.610.000 |

### Voicenotes
| Land/Region                  | Auszeichnungen für Musikverkäufe (Land/Region, Auszeichnung, Verkäufe) | Verkäufe  |
| ---------------------------- | ---------------------------------------------------------------------- | --------- |
| Brasilien (PMB)              | Platin                                                                 | 40.000    |
| Frankreich (SNEP)            | Gold                                                                   | 50.000    |
| Kanada (MC)                  | Platin                                                                 | 80.000    |
| Mexiko (AMPROFON)            | Gold                                                                   | 30.000    |
| Neuseeland (RMNZ)            | Platin                                                                 | 15.000    |
| Polen (ZPAV)                 | Gold                                                                   | 10.000    |
| Singapur (RIAS)              | 2× Platin                                                              | 20.000    |
| Vereinigte Staaten (RIAA)    | Platin                                                                 | 1.000.000 |
| Vereinigtes Königreich (BPI) | Silber                                                                 | 60.000    |
| Insgesamt                    | 1× Silber · 3× Gold · 6× Platin ·                                      | 1.305.000 |

## Auszeichnungen nach Singles

### Marvin Gaye
| Land/Region                  | Auszeichnungen für Musikverkäufe (Land/Region, Auszeichnung, Verkäufe) | Verkäufe  |
| ---------------------------- | ---------------------------------------------------------------------- | --------- |
| Australien (ARIA)            | 4× Platin                                                              | 280.000   |
| Belgien (BRMA)               | Gold                                                                   | 15.000    |
| Dänemark (IFPI)              | Platin                                                                 | 60.000    |
| Deutschland (BVMI)           | Platin                                                                 | 400.000   |
| Frankreich (SNEP)            | —                                                                      | 66.900    |
| Italien (FIMI)               | 3× Platin                                                              | 150.000   |
| Kanada (MC)                  | 3× Platin                                                              | 240.000   |
| Neuseeland (RMNZ)            | 3× Platin                                                              | 90.000    |
| Norwegen (IFPI)              | Platin                                                                 | 40.000    |
| Österreich (IFPI)            | Gold                                                                   | 15.000    |
| Polen (ZPAV)                 | Platin                                                                 | 50.000    |
| Portugal (AFP)               | Gold                                                                   | 5.000     |
| Schweden (IFPI)              | 2× Platin                                                              | 80.000    |
| Schweiz (IFPI)               | Platin                                                                 | 30.000    |
| Spanien (Promusicae)         | Platin                                                                 | 40.000    |
| Vereinigte Staaten (RIAA)    | 4× Platin                                                              | 4.000.000 |
| Vereinigtes Königreich (BPI) | 2× Platin                                                              | 1.200.000 |
| Insgesamt                    | 3× Gold · 27× Platin ·                                                 | 6.761.900 |

### See You Again
| Land/Region                  | Auszeichnungen für Musikverkäufe (Land/Region, Auszeichnung, Verkäufe) | Verkäufe   |
| ---------------------------- | ---------------------------------------------------------------------- | ---------- |
| Australien (ARIA)            | 7× Platin                                                              | 490.000    |
| Belgien (BRMA)               | 2× Platin                                                              | 60.000     |
| Dänemark (IFPI)              | 3× Platin                                                              | 180.000    |
| Deutschland (BVMI)           | Diamant                                                                | 1.000.000  |
| Frankreich (SNEP)            | Gold                                                                   | 337.000    |
| Irland (IRMA)                | Platin                                                                 | 15.000     |
| Italien (FIMI)               | 5× Platin                                                              | 250.000    |
| Japan (RIAJ)                 | Platin                                                                 | 250.000    |
| Kanada (MC)                  | Diamant                                                                | 800.000    |
| Mexiko (AMPROFON)            | Platin                                                                 | 60.000     |
| Neuseeland (RMNZ)            | 6× Platin                                                              | 180.000    |
| Niederlande (NVPI)           | Platin                                                                 | 30.000     |
| Norwegen (IFPI)              | 5× Platin                                                              | 200.000    |
| Österreich (IFPI)            | 2× Platin                                                              | 60.000     |
| Polen (ZPAV)                 | 4× Platin                                                              | 200.000    |
| Portugal (AFP)               | Platin                                                                 | 10.000     |
| Schweden (IFPI)              | 3× Platin                                                              | 120.000    |
| Schweiz (IFPI)               | 2× Platin                                                              | 60.000     |
| Spanien (Promusicae)         | 2× Platin                                                              | 80.000     |
| Vereinigte Staaten (RIAA)    | 14× Platin                                                             | 14.000.000 |
| Vereinigtes Königreich (BPI) | 4× Platin                                                              | 2.400.000  |
| Insgesamt                    | 1× Gold · 54× Platin · 3× Diamant ·                                    | 20.782.000 |

### One Call Away
| Land/Region                  | Auszeichnungen für Musikverkäufe (Land/Region, Auszeichnung, Verkäufe) | Verkäufe  |
| ---------------------------- | ---------------------------------------------------------------------- | --------- |
| Australien (ARIA)            | 6× Platin                                                              | 420.000   |
| Belgien (BRMA)               | Gold                                                                   | 15.000    |
| Dänemark (IFPI)              | 3× Platin                                                              | 270.000   |
| Deutschland (BVMI)           | Gold                                                                   | 200.000   |
| Frankreich (SNEP)            | —                                                                      | 17.100    |
| Italien (FIMI)               | Platin                                                                 | 50.000    |
| Kanada (MC)                  | 4× Platin                                                              | 320.000   |
| Neuseeland (RMNZ)            | 4× Platin                                                              | 120.000   |
| Norwegen (IFPI)              | 2× Platin                                                              | 120.000   |
| Polen (ZPAV)                 | Platin                                                                 | 20.000    |
| Portugal (AFP)               | Platin                                                                 | 10.000    |
| Schweden (IFPI)              | 2× Platin                                                              | 80.000    |
| Schweiz (IFPI)               | Gold                                                                   | 15.000    |
| Spanien (Promusicae)         | Gold                                                                   | 30.000    |
| Vereinigte Staaten (RIAA)    | 4× Platin                                                              | 4.000.000 |
| Vereinigtes Königreich (BPI) | Platin                                                                 | 600.000   |
| Insgesamt                    | 4× Gold · 29× Platin ·                                                 | 6.287.100 |

### We Don’t Talk Anymore
| Land/Region                  | Auszeichnungen für Musikverkäufe (Land/Region, Auszeichnung, Verkäufe) | Verkäufe  |
| ---------------------------- | ---------------------------------------------------------------------- | --------- |
| Australien (ARIA)            | 5× Platin                                                              | 350.000   |
| Belgien (BRMA)               | Platin                                                                 | 30.000    |
| Dänemark (IFPI)              | 2× Platin                                                              | 180.000   |
| Deutschland (BVMI)           | Gold                                                                   | 200.000   |
| Frankreich (SNEP)            | Diamant                                                                | 333.333   |
| Italien (FIMI)               | 5× Platin                                                              | 250.000   |
| Kanada (MC)                  | 4× Platin                                                              | 320.000   |
| Neuseeland (RMNZ)            | 4× Platin                                                              | 120.000   |
| Norwegen (IFPI)              | 2× Platin                                                              | 120.000   |
| Polen (ZPAV)                 | 3× Platin                                                              | 150.000   |
| Portugal (AFP)               | 2× Platin                                                              | 20.000    |
| Schweiz (IFPI)               | Gold                                                                   | 15.000    |
| Spanien (Promusicae)         | 3× Platin                                                              | 180.000   |
| Vereinigte Staaten (RIAA)    | 5× Platin                                                              | 5.000.000 |
| Vereinigtes Königreich (BPI) | 2× Platin                                                              | 1.200.000 |
| Insgesamt                    | 2× Gold · 38× Platin · 1× Diamant ·                                    | 8.468.333 |

### Dangerously
| Land/Region                  | Auszeichnungen für Musikverkäufe (Land/Region, Auszeichnung, Verkäufe) | Verkäufe |
| ---------------------------- | ---------------------------------------------------------------------- | -------- |
| Neuseeland (RMNZ)            | Platin                                                                 | 30.000   |
| Vereinigte Staaten (RIAA)    | Gold                                                                   | 500.000  |
| Vereinigtes Königreich (BPI) | Silber                                                                 | 200.000  |
| Insgesamt                    | 1× Silber · 1× Gold · 1× Platin ·                                      | 730.000  |

### Oops
| Land/Region                  | Auszeichnungen für Musikverkäufe (Land/Region, Auszeichnung, Verkäufe) | Verkäufe |
| ---------------------------- | ---------------------------------------------------------------------- | -------- |
| Vereinigtes Königreich (BPI) | Gold                                                                   | 405.000  |
| Insgesamt                    | 1× Gold ·                                                              | 405.000  |

### Attention
| Land/Region                  | Auszeichnungen für Musikverkäufe (Land/Region, Auszeichnung, Verkäufe) | Verkäufe   |
| ---------------------------- | ---------------------------------------------------------------------- | ---------- |
| Australien (ARIA)            | 6× Platin                                                              | 420.000    |
| Belgien (BRMA)               | Platin                                                                 | 30.000     |
| Brasilien (PMB)              | 2× Diamant                                                             | 320.000    |
| Dänemark (IFPI)              | 2× Platin                                                              | 180.000    |
| Deutschland (BVMI)           | 3× Gold                                                                | 600.000    |
| Frankreich (SNEP)            | Diamant                                                                | 233.333    |
| Italien (FIMI)               | 4× Platin                                                              | 200.000    |
| Kanada (MC)                  | 8× Platin                                                              | 640.000    |
| Mexiko (AMPROFON)            | 3× Platin                                                              | 180.000    |
| Neuseeland (RMNZ)            | 4× Platin                                                              | 120.000    |
| Niederlande (NVPI)           | 2× Platin                                                              | 80.000     |
| Norwegen (IFPI)              | 3× Platin                                                              | 180.000    |
| Österreich (IFPI)            | Gold                                                                   | 15.000     |
| Polen (ZPAV)                 | Diamant                                                                | 250.000    |
| Portugal (AFP)               | 3× Platin                                                              | 30.000     |
| Schweiz (IFPI)               | Platin                                                                 | 20.000     |
| Spanien (Promusicae)         | 3× Platin                                                              | 180.000    |
| Vereinigte Staaten (RIAA)    | 6× Platin                                                              | 6.000.000  |
| Vereinigtes Königreich (BPI) | 2× Platin                                                              | 1.200.000  |
| Insgesamt                    | 2× Gold · 49× Platin · 4× Diamant ·                                    | 10.878.333 |

### How Long
| Land/Region                  | Auszeichnungen für Musikverkäufe (Land/Region, Auszeichnung, Verkäufe) | Verkäufe  |
| ---------------------------- | ---------------------------------------------------------------------- | --------- |
| Australien (ARIA)            | 3× Platin                                                              | 210.000   |
| Belgien (BRMA)               | Gold                                                                   | 15.000    |
| Brasilien (PMB)              | 2× Platin                                                              | 80.000    |
| Dänemark (IFPI)              | Platin                                                                 | 90.000    |
| Deutschland (BVMI)           | Gold                                                                   | 200.000   |
| Frankreich (SNEP)            | Platin                                                                 | 200.000   |
| Italien (FIMI)               | Platin                                                                 | 50.000    |
| Kanada (MC)                  | 3× Platin                                                              | 240.000   |
| Neuseeland (RMNZ)            | 2× Platin                                                              | 60.000    |
| Norwegen (IFPI)              | Gold                                                                   | 30.000    |
| Polen (ZPAV)                 | Platin                                                                 | 20.000    |
| Portugal (AFP)               | Platin                                                                 | 10.000    |
| Spanien (Promusicae)         | Platin                                                                 | 60.000    |
| Vereinigte Staaten (RIAA)    | 3× Platin                                                              | 3.000.000 |
| Vereinigtes Königreich (BPI) | Platin                                                                 | 600.000   |
| Insgesamt                    | 3× Gold · 20× Platin ·                                                 | 4.865.000 |

### Sober
| Land/Region               | Auszeichnungen für Musikverkäufe (Land/Region, Auszeichnung, Verkäufe) | Verkäufe |
| ------------------------- | ---------------------------------------------------------------------- | -------- |
| Kanada (MC)               | Gold                                                                   | 40.000   |
| Vereinigte Staaten (RIAA) | Gold                                                                   | 500.000  |
| Insgesamt                 | 2× Gold ·                                                              | 540.000  |

### Done For Me
| Land/Region                  | Auszeichnungen für Musikverkäufe (Land/Region, Auszeichnung, Verkäufe) | Verkäufe  |
| ---------------------------- | ---------------------------------------------------------------------- | --------- |
| Australien (ARIA)            | Gold                                                                   | 35.000    |
| Brasilien (PMB)              | Platin                                                                 | 40.000    |
| Italien (FIMI)               | Gold                                                                   | 25.000    |
| Kanada (MC)                  | Gold                                                                   | 40.000    |
| Mexiko (AMPROFON)            | Platin                                                                 | 60.000    |
| Neuseeland (RMNZ)            | Gold                                                                   | 15.000    |
| Polen (ZPAV)                 | Gold                                                                   | 25.000    |
| Vereinigte Staaten (RIAA)    | Platin                                                                 | 1.000.000 |
| Vereinigtes Königreich (BPI) | Silber                                                                 | 200.000   |
| Insgesamt                    | 1× Silber · 5× Gold · 3× Platin ·                                      | 1.440.000 |

### The Way I Am
| Land/Region               | Auszeichnungen für Musikverkäufe (Land/Region, Auszeichnung, Verkäufe) | Verkäufe  |
| ------------------------- | ---------------------------------------------------------------------- | --------- |
| Australien (ARIA)         | Gold                                                                   | 35.000    |
| Brasilien (PMB)           | Gold                                                                   | 20.000    |
| Kanada (MC)               | Platin                                                                 | 80.000    |
| Vereinigte Staaten (RIAA) | Platin                                                                 | 1.000.000 |
| Insgesamt                 | 2× Gold · 2× Platin ·                                                  | 1.135.000 |

### I Hope (Remix)
| Land/Region                  | Auszeichnungen für Musikverkäufe (Land/Region, Auszeichnung, Verkäufe) | Verkäufe |
| ---------------------------- | ---------------------------------------------------------------------- | -------- |
| Vereinigtes Königreich (BPI) | Gold                                                                   | 400.000  |
| Insgesamt                    | 1× Gold ·                                                              | 400.000  |

### Summer Feelings
| Land/Region               | Auszeichnungen für Musikverkäufe (Land/Region, Auszeichnung, Verkäufe) | Verkäufe |
| ------------------------- | ---------------------------------------------------------------------- | -------- |
| Kanada (MC)               | Gold                                                                   | 40.000   |
| Vereinigte Staaten (RIAA) | Gold                                                                   | 500.000  |
| Insgesamt                 | 2× Gold ·                                                              | 500.000  |

### Light Switch
| Land/Region                  | Auszeichnungen für Musikverkäufe (Land/Region, Auszeichnung, Verkäufe) | Verkäufe  |
| ---------------------------- | ---------------------------------------------------------------------- | --------- |
| Australien (ARIA)            | Gold                                                                   | 35.000    |
| Dänemark (IFPI)              | Gold                                                                   | 45.000    |
| Frankreich (SNEP)            | Gold                                                                   | 100.000   |
| Kanada (MC)                  | 2× Platin                                                              | 160.000   |
| Norwegen (IFPI)              | Gold                                                                   | 30.000    |
| Österreich (IFPI)            | Gold                                                                   | 15.000    |
| Polen (ZPAV)                 | Gold                                                                   | 25.000    |
| Portugal (AFP)               | Gold                                                                   | 5.000     |
| Spanien (Promusicae)         | Gold                                                                   | 30.000    |
| Vereinigte Staaten (RIAA)    | Platin                                                                 | 1.000.000 |
| Vereinigtes Königreich (BPI) | Gold                                                                   | 400.000   |
| Insgesamt                    | 9× Gold · 3× Platin ·                                                  | 1.845.000 |

### Left and Right
| Land/Region                  | Auszeichnungen für Musikverkäufe (Land/Region, Auszeichnung, Verkäufe) | Verkäufe |
| ---------------------------- | ---------------------------------------------------------------------- | -------- |
| Italien (FIMI)               | Gold                                                                   | 50.000   |
| Kanada (MC)                  | Platin                                                                 | 80.000   |
| Spanien (Promusicae)         | Gold                                                                   | 30.000   |
| Vereinigte Staaten (RIAA)    | Gold                                                                   | 500.000  |
| Vereinigtes Königreich (BPI) | Silber                                                                 | 200.000  |
| Insgesamt                    | 1× Silber · 3× Gold · 1× Platin ·                                      | 860.000  |

### Angel Pt. II
| Land/Region     | Auszeichnungen für Musikverkäufe (Land/Region, Auszeichnung, Verkäufe) | Verkäufe |
| --------------- | ---------------------------------------------------------------------- | -------- |
| Brasilien (PMB) | Gold                                                                   | 20.000   |
| Insgesamt       | 1× Gold ·                                                              | 20.000   |

## Auszeichnungen nach Autorenbeteiligungen

### Slow Motion (Trey Songz)
| Land/Region                  | Auszeichnungen für Musikverkäufe (Land/Region, Auszeichnung, Verkäufe) | Verkäufe  |
| ---------------------------- | ---------------------------------------------------------------------- | --------- |
| Dänemark (IFPI)              | Gold                                                                   | 45.000    |
| Neuseeland (RMNZ)            | 2× Platin                                                              | 60.000    |
| Vereinigte Staaten (RIAA)    | 3× Platin                                                              | 3.000.000 |
| Vereinigtes Königreich (BPI) | Silber                                                                 | 200.000   |
| Insgesamt                    | 1× Silber · 1× Gold · 5× Platin ·                                      | 3.305.000 |

### Trouble (Offaiah)
| Land/Region                  | Auszeichnungen für Musikverkäufe (Land/Region, Auszeichnung, Verkäufe) | Verkäufe |
| ---------------------------- | ---------------------------------------------------------------------- | -------- |
| Vereinigtes Königreich (BPI) | Gold                                                                   | 400.000  |
| Insgesamt                    | 1× Gold ·                                                              | 400.000  |

### So Good (Zara Larsson)
| Land/Region       | Auszeichnungen für Musikverkäufe (Land/Region, Auszeichnung, Verkäufe) | Verkäufe |
| ----------------- | ---------------------------------------------------------------------- | -------- |
| Australien (ARIA) | Gold                                                                   | 35.000   |
| Kanada (MC)       | Gold                                                                   | 40.000   |
| Norwegen (IFPI)   | Gold                                                                   | 30.000   |
| Schweden (IFPI)   | Platin                                                                 | 40.000   |
| Insgesamt         | 3× Gold · 1× Platin ·                                                  | 145.000  |

### Bedroom Floor (Liam Payne)
| Land/Region                  | Auszeichnungen für Musikverkäufe (Land/Region, Auszeichnung, Verkäufe) | Verkäufe |
| ---------------------------- | ---------------------------------------------------------------------- | -------- |
| Australien (ARIA)            | Gold                                                                   | 35.000   |
| Brasilien (PMB)              | Gold                                                                   | 20.000   |
| Kanada (MC)                  | Gold                                                                   | 40.000   |
| Vereinigtes Königreich (BPI) | Gold                                                                   | 400.000  |
| Insgesamt                    | 4× Gold ·                                                              | 495.000  |

### Easier (5 Seconds of Summer)
| Land/Region                  | Auszeichnungen für Musikverkäufe (Land/Region, Auszeichnung, Verkäufe) | Verkäufe  |
| ---------------------------- | ---------------------------------------------------------------------- | --------- |
| Australien (ARIA)            | 2× Platin                                                              | 140.000   |
| Brasilien (PMB)              | 2× Platin                                                              | 80.000    |
| Dänemark (IFPI)              | Gold                                                                   | 45.000    |
| Finnland (IFPI)              | Gold                                                                   | 20.000    |
| Neuseeland (RMNZ)            | Gold                                                                   | 15.000    |
| Polen (ZPAV)                 | Platin                                                                 | 50.000    |
| Portugal (AFP)               | Gold                                                                   | 5.000     |
| Vereinigte Staaten (RIAA)    | Platin                                                                 | 1.000.000 |
| Vereinigtes Königreich (BPI) | Silber                                                                 | 200.000   |
| Insgesamt                    | 1× Silber · 4× Gold · 6× Platin ·                                      | 1.555.000 |

### Small Talk (Katy Perry)
| Land/Region       | Auszeichnungen für Musikverkäufe (Land/Region, Auszeichnung, Verkäufe) | Verkäufe |
| ----------------- | ---------------------------------------------------------------------- | -------- |
| Australien (ARIA) | Gold                                                                   | 35.000   |
| Brasilien (PMB)   | Platin                                                                 | 40.000   |
| Norwegen (IFPI)   | Gold                                                                   | 30.000   |
| Insgesamt         | 2× Gold · 1× Platin ·                                                  | 105.000  |

### Harleys in Hawaii (Katy Perry)
| Land/Region                  | Auszeichnungen für Musikverkäufe (Land/Region, Auszeichnung, Verkäufe) | Verkäufe  |
| ---------------------------- | ---------------------------------------------------------------------- | --------- |
| Australien (ARIA)            | Platin                                                                 | 70.000    |
| Brasilien (PMB)              | Diamant                                                                | 160.000   |
| Frankreich (SNEP)            | Gold                                                                   | 100.000   |
| Kanada (MC)                  | Platin                                                                 | 80.000    |
| Mexiko (AMPROFON)            | Gold                                                                   | 30.000    |
| Norwegen (IFPI)              | Gold                                                                   | 30.000    |
| Polen (ZPAV)                 | Platin                                                                 | 50.000    |
| Vereinigte Staaten (RIAA)    | Gold                                                                   | 500.000   |
| Vereinigtes Königreich (BPI) | Silber                                                                 | 200.000   |
| Insgesamt                    | 1× Silber · 4× Gold · 3× Platin · 1× Diamant ·                         | 1.220.000 |

## Auszeichnungen nach Musikstreamings

### One Call Away
| Land/Region  | Auszeichnungen für Musikverkäufe (Land/Region, Auszeichnung, Verkäufe) | Verkäufe   |
| ------------ | ---------------------------------------------------------------------- | ---------- |
| Japan (RIAJ) | Gold                                                                   | 50.000.000 |
| Insgesamt    | 1× Gold ·                                                              | 50.000.000 |

### See You Again
| Land/Region  | Auszeichnungen für Musikverkäufe (Land/Region, Auszeichnung, Verkäufe) | Verkäufe    |
| ------------ | ---------------------------------------------------------------------- | ----------- |
| Japan (RIAJ) | Platin                                                                 | 100.000.000 |
| Insgesamt    | 1× Platin ·                                                            | 100.000.000 |

### We Don’t Talk Anymore
| Land/Region  | Auszeichnungen für Musikverkäufe (Land/Region, Auszeichnung, Verkäufe) | Verkäufe   |
| ------------ | ---------------------------------------------------------------------- | ---------- |
| Japan (RIAJ) | Gold                                                                   | 50.000.000 |
| Insgesamt    | 1× Gold ·                                                              | 50.000.000 |

### Attention
| Land/Region  | Auszeichnungen für Musikverkäufe (Land/Region, Auszeichnung, Verkäufe) | Verkäufe   |
| ------------ | ---------------------------------------------------------------------- | ---------- |
| Japan (RIAJ) | Gold                                                                   | 50.000.000 |
| Insgesamt    | 1× Gold ·                                                              | 50.000.000 |

### How Long
| Land/Region  | Auszeichnungen für Musikverkäufe (Land/Region, Auszeichnung, Verkäufe) | Verkäufe   |
| ------------ | ---------------------------------------------------------------------- | ---------- |
| Japan (RIAJ) | Gold                                                                   | 50.000.000 |
| Insgesamt    | 1× Gold ·                                                              | 50.000.000 |

### I Don’t Think That I Like Her
| Land/Region     | Auszeichnungen für Musikverkäufe (Land/Region, Auszeichnung, Verkäufe) | Verkäufe    |
| --------------- | ---------------------------------------------------------------------- | ----------- |
| Japan (RIAJ)    | Gold                                                                   | 50.000.000  |
| Südkorea (KMCA) | Gold                                                                   | 100.000.000 |
| Insgesamt       | 1× Gold · 1× Platin ·                                                  | 150.000.000 |

### That’s Hilarious
| Land/Region     | Auszeichnungen für Musikverkäufe (Land/Region, Auszeichnung, Verkäufe) | Verkäufe    |
| --------------- | ---------------------------------------------------------------------- | ----------- |
| Südkorea (KMCA) | Platin                                                                 | 100.000.000 |
| Insgesamt       | 1× Platin ·                                                            | 100.000.000 |

### Left and Right
| Land/Region  | Auszeichnungen für Musikverkäufe (Land/Region, Auszeichnung, Verkäufe) | Verkäufe   |
| ------------ | ---------------------------------------------------------------------- | ---------- |
| Japan (RIAJ) | Gold                                                                   | 50.000.000 |
| Insgesamt    | 1× Gold ·                                                              | 50.000.000 |

## Statistik und Quellen
| Land/RegionAuszeichnungen für Musikverkäufe (Land/Region, Auszeichnungen, Verkäufe, Quellen) | Silber     | Gold       | Platin         | Diamant     | Verkäufe   | Quellen              |
| -------------------------------------------------------------------------------------------- | ---------- | ---------- | -------------- | ----------- | ---------- | -------------------- |
| Australien (ARIA)                                                                            | —          | 6× Gold6   | 34× Platin34   | —           | 2.590.000  | aria.com.au          |
| Belgien (BRMA)                                                                               | —          | 3× Gold3   | 4× Platin4     | —           | 165.000    | ultratop.be          |
| Brasilien (PMB)                                                                              | —          | 3× Gold3   | 7× Platin7     | 3× Diamant3 | 820.000    | pro-musicabr.org.br  |
| Dänemark (IFPI)                                                                              | —          | 3× Gold3   | 14× Platin14   | —           | 1.105.000  | ifpi.dk              |
| Deutschland (BVMI)                                                                           | —          | 4× Gold4   | 2× Platin2     | Diamant1    | 2.600.000  | musikindustrie.de    |
| Finnland (IFPI)                                                                              | —          | Gold1      | —              | —           | 20.000     | Einzelnachweise      |
| Frankreich (SNEP)                                                                            | —          | 4× Gold4   | 2× Platin2     | 2× Diamant2 | 1.537.666  | snepmusique.com      |
| Irland (IRMA)                                                                                | —          | —          | Platin1        | —           | 15.000     | Einzelnachweise      |
| Italien (FIMI)                                                                               | —          | 3× Gold3   | 19× Platin19   | —           | 1.050.000  | fimi.it              |
| Japan (RIAJ)                                                                                 | —          | 6× Gold6   | 2× Platin2     | —           | 250.000    | riaj.or.jp JP2       |
| Kanada (MC)                                                                                  | —          | 5× Gold5   | 28× Platin28   | Diamant1    | 3.240.000  | musiccanada.com      |
| Mexiko (AMPROFON)                                                                            | —          | 2× Gold2   | 5× Platin5     | —           | 360.000    | amprofon.com.mx      |
| Neuseeland (RMNZ)                                                                            | —          | 2× Gold2   | 30× Platin30   | —           | 870.000    | radioscope.co.nz NZ2 |
| Niederlande (NVPI)                                                                           | —          | Gold1      | 3× Platin3     | —           | 130.000    | nvpi.nl              |
| Norwegen (IFPI)                                                                              | —          | 5× Gold5   | 13× Platin13   | —           | 810.000    | ifpi.no              |
| Österreich (IFPI)                                                                            | —          | 3× Gold3   | 2× Platin2     | —           | 105.000    | ifpi.at              |
| Philippinen (PARI)                                                                           | —          | —          | 2× Platin2     | —           | 30.000     | Einzelnachweise      |
| Polen (ZPAV)                                                                                 | —          | 3× Gold3   | 12× Platin12   | Diamant1    | 850.000    | olis.pl              |
| Portugal (AFP)                                                                               | —          | 3× Gold3   | 8× Platin8     | —           | 95.000     | Einzelnachweise      |
| Schweden (IFPI)                                                                              | —          | Gold1      | 8× Platin8     | —           | 340.000    | sverigetopplistan.se |
| Schweiz (IFPI)                                                                               | —          | 2× Gold2   | 4× Platin4     | —           | 140.000    | hitparade.ch         |
| Singapur (RIAS)                                                                              | —          | —          | 5× Platin5     | —           | 50.000     | rias.org.sg          |
| Spanien (Promusicae)                                                                         | —          | 3× Gold3   | 10× Platin10   | —           | 630.000    | elportaldemusica.es  |
| Südkorea (KMCA)                                                                              | —          | —          | 2× Platin2     | —           | —          | circlechart.kr       |
| Vereinigte Staaten (RIAA)                                                                    | —          | 5× Gold5   | 36× Platin36   | Diamant1    | 48.500.000 | riaa.com             |
| Vereinigtes Königreich (BPI)                                                                 | 7× Silber7 | 5× Gold5   | 13× Platin13   | —           | 10.565.000 | bpi.co.uk            |
| Insgesamt                                                                                    | 7× Silber7 | 73× Gold73 | 266× Platin266 | 9× Diamant9 |            |                      |